# Station Las Margaritas-Universidad
Station Las Margaritas-Universidad is een station van de Cercanías Madrid aan lijn C-4